# Coushatta (popolo)
I Coushatta (anche Koasati) sono un popolo nativo americano originario principalmente delle regioni che oggi costituiscono lo Stato americano della Louisiana. La maggior parte di questo popolo vive all'interno della Parrocchia di Allen, a nord della città di Elton, e un numero inferiore all'interno di una riserva presso Livingston, assieme al popolo Alabama.